# Lobocheilos delacouri
Lobocheilos delacouri és una espècie de peix cipriniforme de la família dels ciprínids.

## Morfologia
Els mascles poden assolir els 12 cm de longitud total.

## Distribució geogràfica
Es troba a les conques dels rius Mekong i Chao Phraya.